# Man's Ruin Records
Man's Ruin Records était un label indépendant de la Région urbaine de San Francisco, fondé et détenu par l'artiste Frank Kozik. Il a duré de 1994 à 2002. Le slogan du label était Empty Pleasures and Desperate Measures since 1994.

## Artistes produits (liste incomplète)
- Electric Frankenstein
- Entombed
- Fu Manchu
- The Hellacopters
- L7
- Melvins
- Queens of the Stone Age
- The Sex Pistols
- Turbonegro
- Unida

## Source
- (en) Cet article est partiellement ou en totalité issu de l’article de Wikipédia en anglais intitulé « Man's Ruin Records » (voir la liste des auteurs).